# Awiluar
Awiluar is een bestuurslaag in het regentschap Ciamis van de provincie West-Java, Indonesië. Awiluar telt 4674 inwoners (volkstelling 2010).